# Komarowice
Komarowice (ukr. Комаровичі) – wieś w rejonie samborskim (wcześniej w rejonie starosamborskim) obwodu lwowskiego Ukrainy. Wieś liczy około 350 mieszkańców. Leży nad rzeką Wyrwą. Podlega nowomiejskiej silskiej radzie.
W 1361 roku król Kazimierz Wielki zatwierdził przedłożone sobie przez Chodka Bybielskiego nadanie księcia Lwa Daniłowicza i innych książąt ruskich na kilka wsi dla nego i jego dzieci, a między niemi na Komarowice.
W połowie XIX wieku właścicielami posiadłości tabularnej w Komarowicach byli ALeksander i Albina Pragłowscy.
W 1921 r. liczyły około 723 mieszkańców. W II Rzeczypospolitej w powiecie dobromilskim.
W Komarowicach urodził się w 1942 roku Józef Kurylak – polski poeta i eseista.